# Oscar Martín
Oscar Raimundo Martín (ur. 23 czerwca 1934 w Buenos Aires, zm. 12 lutego 2018) – argentyński piłkarz grający podczas kariery na pozycji obrońcy.

## Kariera klubowa
Oscar Martín rozpoczął karierę w klubie Argentinos Juniors Buenos Aires w 1953. W 1959 przeszedł do drugoligowego klubu Chacarita Juniors. W tym samym roku awansował z Chacarita Juniors do Primera División. W 1963 przeszedł do Racing Club de Avellaneda. Z Racingiem zdobył mistrzostwo Argentyny w 1966. Na arenie międzynarodowej zdobył z Racingiem Copa Libertadores w 1967 (Martín wystąpił we wszystkich trzech meczach finałowych z Nacionalem Montevideo, pełniąc w nich funkcję kapitana) oraz Puchar Interkontynentalny (Martín wystąpił we wszystkich trzech meczach finałowych Celtikiem). Ogółem w latach 1953-1967 rozegrał w lidze argentyńskiej 257 meczów, w których strzelił bramkę.

## Kariera reprezentacyjna
W reprezentacji Argentyny Martín zadebiutował 10 marca 1963 w wygranym 4-2 meczu z Kolumbią w Mistrzostwach Ameryki Południowej. Na turnieju w Boliwii Argentyna zajęła trzecie miejsce. Na turnieju wystąpił we wszystkich sześciu meczach z Kolumbią, Peru, Ekwadorem, Brazylią, Boliwią i Paragwajem. Ostatnim raz w reprezentacji wystąpił 16 kwietnia 1963 w przegranym 5-2 meczu o Copa Julio Roca z Brazylią.
Ogółem w barwach albicelestes wystąpił w 8 meczach.
| Mecze i gole w reprezentacji | Mecze i gole w reprezentacji | Mecze i gole w reprezentacji | Mecze i gole w reprezentacji | Mecze i gole w reprezentacji | Mecze i gole w reprezentacji | Mecze i gole w reprezentacji |
| #                            | Data                         | Miasto                       | Przeciwnik                   | Gol                          | Wynik                        | Rozgrywki                    |
| ---------------------------- | ---------------------------- | ---------------------------- | ---------------------------- | ---------------------------- | ---------------------------- | ---------------------------- |
| 1.                           | 10.03.1963                   | Cochabamba                   | Kolumbia                     |                              | 4:2                          | Copa América                 |
| 2.                           | 13.03.1963                   | Cochabamba                   | Peru                         |                              | 1:2                          | Copa América                 |
| 3.                           | 20.03.1963                   | Cochabamba                   | Ekwador                      |                              | 4:2                          | Copa América                 |
| 4.                           | 24.03.1963                   | La Paz                       | Brazylia                     |                              | 3:0                          | Copa América                 |
| 5.                           | 28.03.1963                   | La Paz                       | Boliwia                      |                              | 2:3                          | Copa América                 |
| 6.                           | 31.03.1963                   | La Paz                       | Paragwaj                     |                              | 1:1                          | Copa América                 |
| 7.                           | 13.03.1963                   | São Paulo                    | Brazylia                     |                              | 3:2                          | Copa Julio Roca              |
| 8.                           | 16.03.1963                   | Rio de Janeiro               | Brazylia                     |                              | 2:5                          | Copa Julio Roca              |